# Ikaria
Ikaria (gr. Ικαρία) – grecka wyspa na Morzu Egejskim, w administracji zdecentralizowanej Wyspy Egejskie, w regionie Wyspy Egejskie Północne, w jednostce regionalnej Ikaria, w gminie Ikaria. 
W 2011 roku liczyła 8423 mieszkańców, mając powierzchnię 255 km². Główna miejscowość to Ajos Kirikos.

## Historia
Zgodnie ze starogreckim mitem w pobliżu tej wyspy miał spaść do morza Ikar, czemu zawdzięcza swą nazwę, zaś egejski akwen morski wokół niej znany jest jako Morze Ikaryjskie.
Pierwotnie została zasiedlona około 7000 p.n.e. przez ludność przedindoeuropejską. W połowie VIII wieku p.n.e. była kolonią Miletu.
W XIV wieku kolonia genueńska, następnie posiadłość joannitów, aż do podboju tureckiego w 1521. W 1677 zamieszkiwało ją zaledwie tysiąc ludzi i była najbiedniejszą wyspą na Morzu Egejskim.
W 1827 mieszkańcy wyspy na kilka lat wyswobodzili się spod tureckiego panowania.

Flaga Wolnego Państwa Ikarii

W ponownym zrywie wolnościowym, 17 lipca 1912 wyspiarze szturmem zdobyli siedzibę tureckiego garnizonu. Dzień później proklamowano utworzenie Wolnego Państwa Ikarii, którego prezydentem został Joannis Malachias. Mieszkańcom niepodległej Ikarii udało się sformować regularne wojsko i stworzyć własny system pocztowy. 4 listopada 1912 rząd Ikarii podjął decyzję o przyłączeniu się do Grecji.
Wyspa doznała strat ludności podczas II wojny światowej w wyniku okupacji włoskiej, a następnie niemieckiej, głównie wskutek głodu.
Po wojnie domowej w latach 1946–1949 grecki rząd wykorzystał tę wyspę jako miejsce internowania (przymusowego osiedlenia) około 15 tysięcy pokonanych komunistów. Odtąd wielu miejscowych zaczęło sympatyzować z partiami lewicowymi i komunizmem, dlatego Ikaria bywa nazywana „czerwoną skałą”.
Jakość życia znacznie się poprawiła po 1960 roku, kiedy rząd Grecji zaczął inwestować w infrastrukturę wyspy, wspomagając rozwój turystyki. Obecnie Ikaria jest jednym z pięciu miejsc na świecie, w których ludność regularnie dożywa zaawansowanego wieku (co trzecia osoba osiąga wiek 90 lat).